# Лансинг, Шерри
Шерри Лансинг (англ. Sherry Lansing, урождённая Шерри Ли Дул (англ. Sherry Lee Duhl), род. 31 июля 1944) — американский продюсер, а также в прошлом актриса и руководитель студии «Paramount Pictures».

## Биография
Родилась в Чикаго в семье инвестора недвижимости Дэвида Дула, умершего когда ей было девять лет, и его супруги Марго Хайман, еврейки по происхождению, иммигрировавшей в США из нацистской Германии в 1937 году. В 1962 году Лансинг окончила Университет Чикаго, а в 1966 году получила степень бакалавра наук в Северо-Западном университете.
В конце десятилетия Лансинг решила попробовать себя в качестве актрисы, дебютировав в 1968 году на телевидении. В 1970 году на экраны вышло сразу два фильма с её участием — «Любить» (1970) и «Рио Лобо» (1970), которые стали единственными её киноработами. Разочаровавшись в своей актёрской карьере, она решила подойти к кинобизнесу с иной стороны, устроившись на студию «MGM» редактором сценариев. С годами она стала занимать всё более высокие посты в голливудских студиях, работая после «MGM» в «Columbia Pictures», а в 1980 году стала первой женщиной-руководителем студии «20th Century Fox». Вместе с продюсером Стэнли Р. Джаффи Лансинг была соруководителем студии «Jaffe/Lansing Productions», самым известным фильмом которой стал психологический триллер «Роковое влечение», принёсший им в 1987 году номинацию на «Оскар» за лучшую кинокартину.
В 1992 году Лансинг перешла на «Paramount Pictures», положив начало длиной и успешной череде хитов киностудии. Под её руководством студия выпустила такие блокбастеры как «Форрест Гамп» (1994), «Храброе сердце» (1995) и «Титаник» (1997). В целом, 80 % всех фильмов, выпущенных на студии во время её руководства Лансинг, имели кассовый успех в прокате. В 1996 году на Голливудской аллее славы была заложена именная звезда Лансинг, а в 2001 году журнал «Ladies' Home Journal» включил её в список 30 самых влиятельных женщин Америки. В 2004 году, после того как медиаконгломерат «Viacom», которому принадлежит «Paramount Pictures», решил разделить студию на две части, Лансинг покинула свой пост.
Последующие годы она была активна в различных сферах общества. Лансинг заседала в руководящих советах Американского Красного Креста, Центра Картера, компании «Qualcomm», а также ещё ряда благотворительных, научных и медицинских ассоциаций. В 2005 году она организовала фонд со своим именем, занимающийся исследованием рака. В 2007 году Лансинг была вручена Награда Академии имени Джина Хершолта за её работу в области исследования рака.
С 1991 года Лансинг состояла в браке с режиссёром Уильямом Фридкином до его смерти 7 августа 2023 года.
Регент Калифорнийского университета с 1999 года.

## Награды
- Оскар 2007 — Награда имени Джина Хершолта за работу в области исследования рака